# 六月初四
六月初四，农历六月第四天。

## 大事记
- 626年，唐高祖武德九年，李世民杀死太子李建成和李元吉，史称玄武门之变。

## 逝世
- 626年，唐高祖武德九年 — 李建成、李元吉兄弟在玄武门之变中被杀。

## 节假日和习俗
- 哈尼族姑娘节；

## 参看
- 日历
- 六月初二 - 六月初三 - 六月初四 - 六月初五 - 六月初六
- 五月初四 - 六月初四 - 七月初四
- 正月 - 二月 - 三月 - 四月 - 五月 - 六月 - 七月 - 八月 - 九月 - 十月 - 十一月 - 腊月
- 公历6月4日